# Sistema Ibérico
El sistema Ibérico es un sistema montañoso de altitud media ubicado en el interior de la península ibérica, en España. Algunos de sus picos más altos son el Moncayo (2315 m s. n. m.), su cumbre de mayor altitud, el monte San Lorenzo (2271 m s. n. m.), el pico de Urbión (2228 m s. n. m.),el pico San Millán (2131 m s. n. m.), el pico de Peñarroya (2028 m s. n. m.), el pico de Javalambre (2019 m s. n. m.) o el de Peñagolosa (1815 m s. n. m.). En ellos nacen ríos como el Duero, el Tajo, el Turia, el Júcar o el Cabriel. Este sistema separa la Meseta Central de la depresión del Ebro, condicionando los climas de ambas regiones y de la serranía Celtibérica.

## Situación geográfica
Es un sistema montañoso de la península ibérica que se extiende en dirección noroeste-sureste entre la depresión del Ebro y la meseta, a lo largo de más de 500 km, concretamente desde el corredor de La Bureba, en Burgos, a escasa distancia de la cordillera cantábrica, hasta las proximidades del Mediterráneo, en la provincia de Castellón. Abarca la zona denominada serranía Celtibérica.

## Hidrografía
Por su situación geográfica actúa de divisoria de aguas entre la cuenca del río Ebro con las de los ríos Duero, Tajo, Júcar y Guadalaviar.

## Orografía
En su conjunto está constituido por una serie de sierras, macizos y depresiones de composición litológica y estructura diversas, a menudo aisladas, de forma que interrumpen la continuidad del sistema, y que se enlazan unas con otras por medio de altiplanicies.
En el extremo levantan bruscamente las sierras de la Demanda, que culmina en la sierra de San Lorenzo (2262 m), y el pico de Urbión (2228 m), altas sierras en las que actuó la glaciación cuaternaria para modelar crestas, circos y lagos, como la laguna Negra.

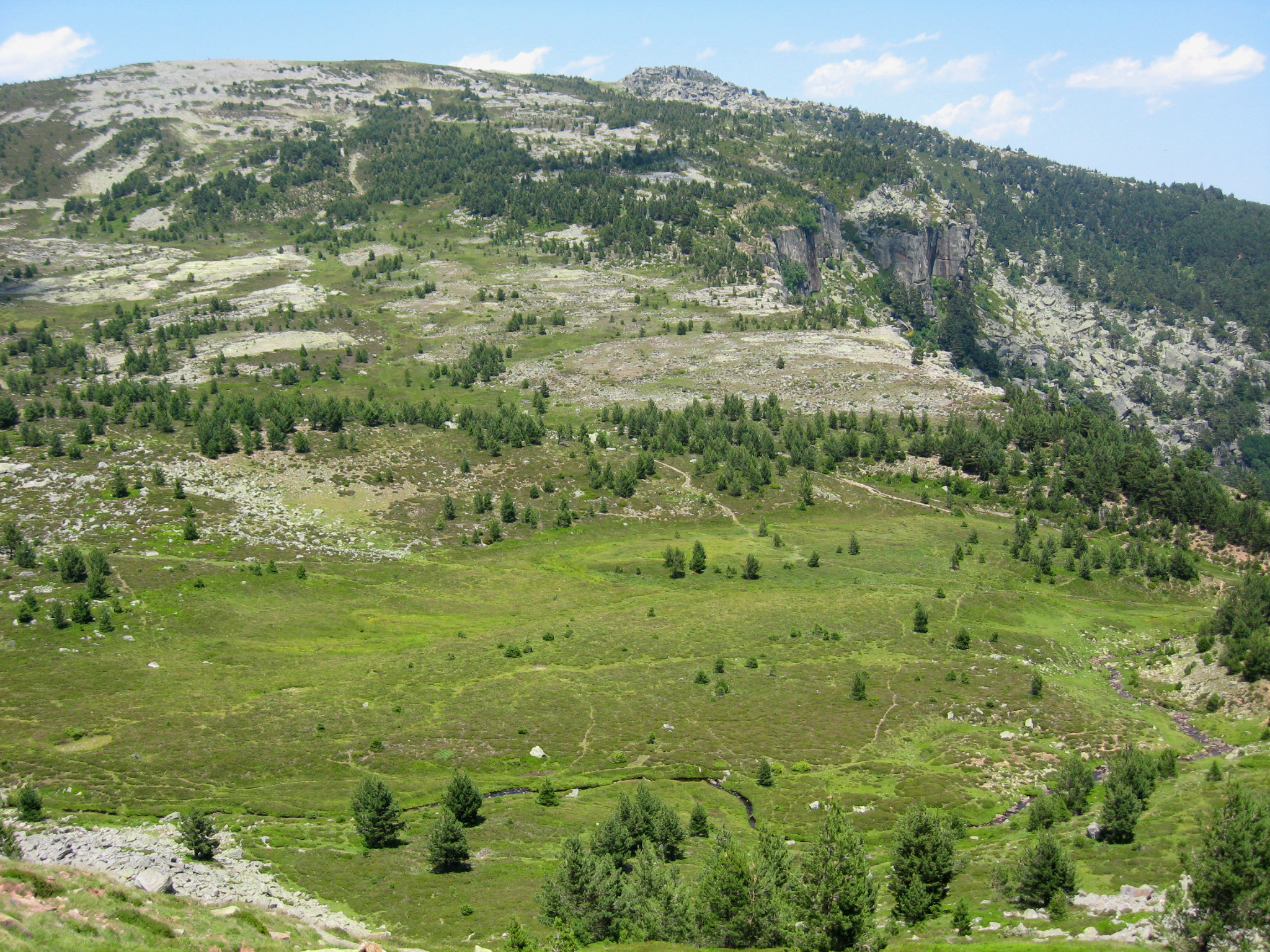
Subida al pico Urbión

Las sierras de Urbión, con las de Neila, Cebollera (2159 m) y Alba, forman la cabecera del Duero. Continúan luego, ahora en dirección sureste, las pequeñas sierras de Almuerzo y Madero, en Soria, que enlazan con la sierra del Moncayo, donde se encuentra la máxima cumbre de todo el sistema Ibérico, con 2315 m.
En la zona central se abre la denominada Depresión Ibérica, cuyo sector más definido corresponde a la fosa Calatayud-Teruel. Está irrigada longitudinalmente por los ríos Turia y Jiloca, y transversalmente por el Jalón. Desde el Jalón, el sistema se divide en dos alineaciones montañosas, una paralela a la Meseta y otra, también paralela, al Ebro.
La alineación interior, es decir la paralela a la Meseta, se inicia con la sierra de Solorio, sigue con la de sierra Ministra, que enlaza con el sistema Central, y continúa hacia el sur mediante las Parameras de Molina, las sierras Menera y de Albarracín, y los Montes Universales. Finalmente esta alineación concluye en la sierra de Javalambre (2020 m), en Teruel, y las sierras valencianas de sierra de Martés y sierra de Aledua. De los Montes Universales arranca la serranía de Cuenca, y enlazando la meseta central y el litoral levantino se encuentra la sierra de Mira.
Por su parte, la alineación exterior, la de la depresión del Ebro, comienza con las sierras de Vicort y Algairén, en Zaragoza, y se continúa por las de San Just, Cucalón y Gúdar (2024 m, en el pico de Peñarroya), en Teruel; entre Teruel y Castellón se levanta el Maestrazgo. Las últimas estribaciones son Peñagolosa (1813 m), que enlaza con Javalambre, Espina, Espadán y Sabinar.

## Geología

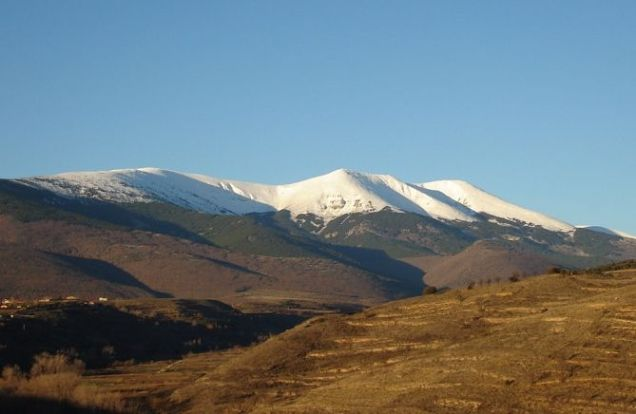
El Moncayo.

Geológicamente el sistema ibérico está constituido por una cobertera de materiales mesozoicos, que va del Triásico al Cretácico, depositados sobre el zócalo paleozoico y estructurado por el plegamiento alpino. En su tramo meridional existen pequeños afloramientos de rocas volcánicas que están relacionados con las fallas que hunden progresivamente la cordillera en el mar Mediterráneo. Uno de estos afloramientos es el pitón basáltico de la ciudad valenciana de Cofrentes, conocido como cerro del Castillo; otros corresponden a las islas Columbretes, situadas al este de Castellón de la Plana.
En este sistema son frecuentes los fenómenos kársticos, tales como las torcas de Cuenca, las Celadas de Cella, en Teruel, y la Ciudad Encantada de Cuenca. El glaciarismo cuaternario tan solo afectó a las máximas cumbres (sierra de la Demanda, Picos de Urbión, Moncayo).

## Flora

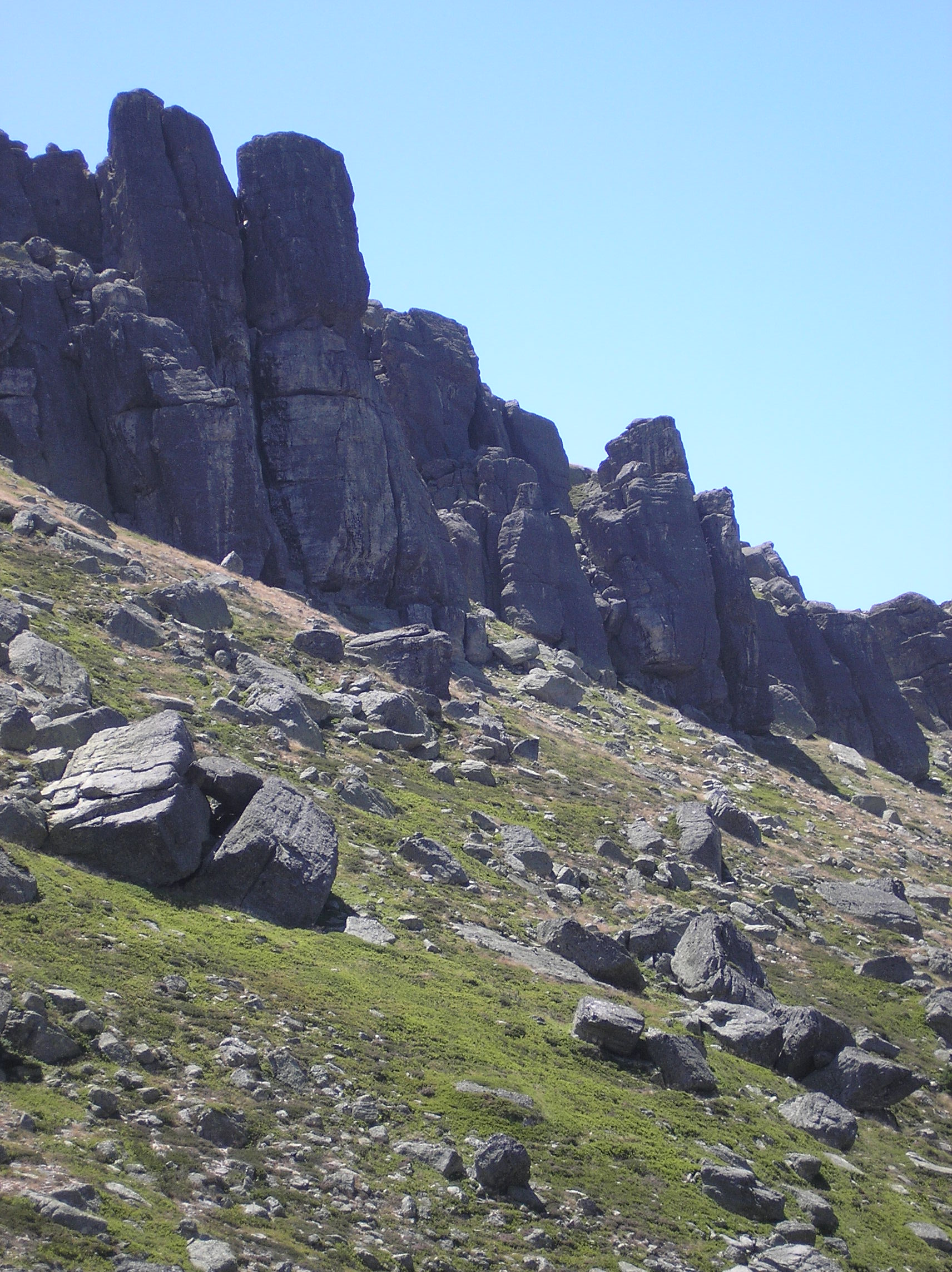
Picos de Urbión

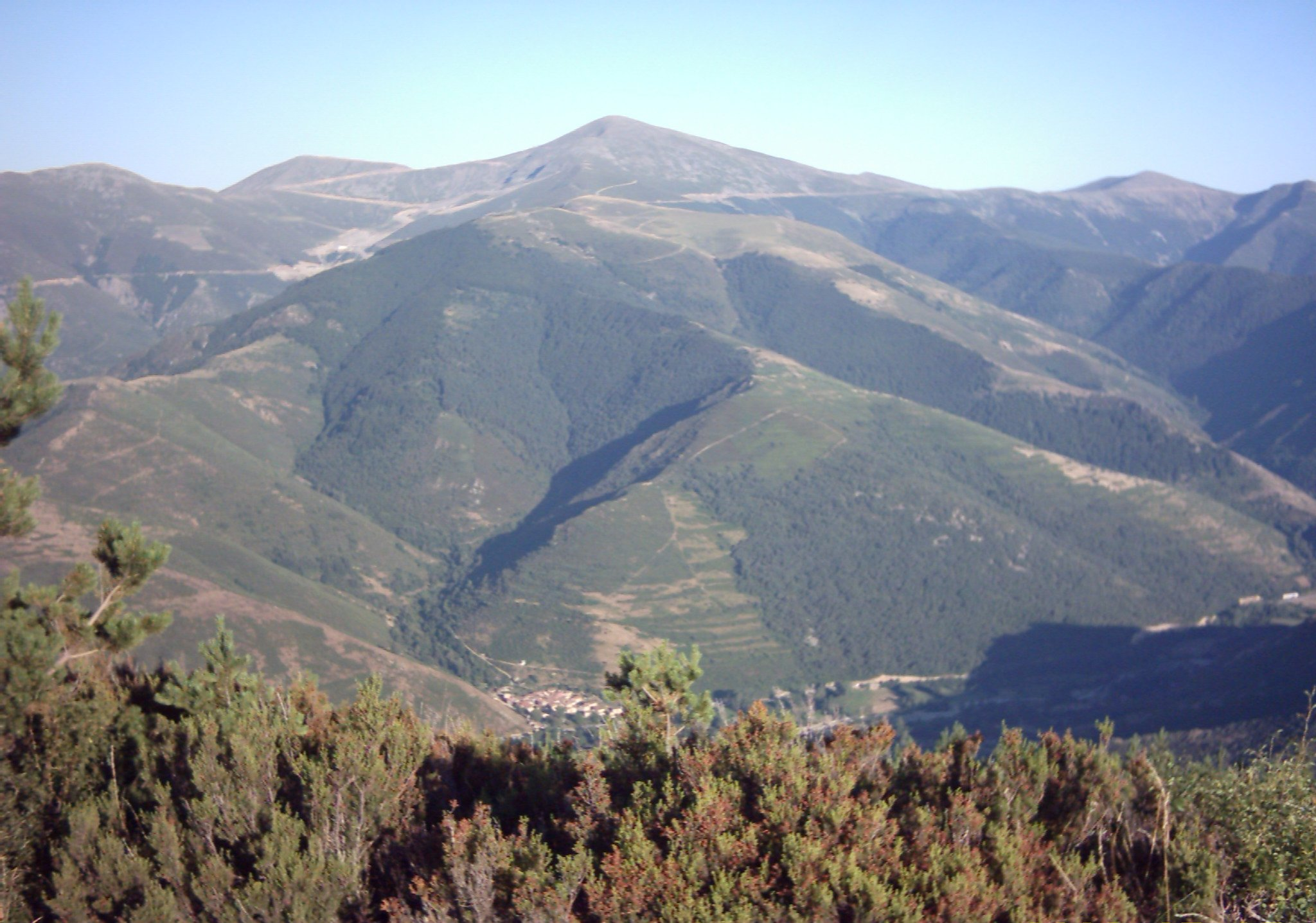
Vista de la sierra de la Demanda, con predominio del pinar.

Desde el bosque mediterráneo: enebro, majuelo, jara, lentisco, esparraguera, cantueso, olivo, pino, madroño, efedra, almez, brezo, sabina, durillo, cornicabra, retama y encinares (que es la especie más característica) ocupando los piedemontes hasta los bosques de montaña y matorrales y pastizales, se suceden diversos pisos de vegetación condicionados por la altitud, el clima o el suelo. Así pues, la diversidad de paisajes vegetales es fruto de la variación de estos factores.
A partir del piso submontano de encina (Quercus ilex subsp. rotundifolia), ocupado por campos de labor, el marojo, melojo o rebollo (Quercus pyrenaica) forma extensos bosques acompañado de quejigos (Quercus faginea), abedules (Betula pendula), avellanos (Corylus avellana), gayuba (Arctostaphylos uva-ursi) y brezos, aquí Erica vagans alcanza su límite suroriental.
El haya (Fagus sylvatica), de forma potencial, se superpone al piso del marojal, con un sotobosque de acebo (Ilex aquifolium), brezos (Erica arborea, Erica vagans, Calluna vulgaris), abedules (Betula pendula) y diversos helechos (Pteridium aquilinum, Polypodium vulgare, etc.). Primero se halla mezclado con el marojal, pero a partir de los 1300 m forma hayedos puros. Algunos ejemplares llegan hasta los 1800 m.
El pino rojo (Pinus sylvestris) es autóctono de la cordillera pero ha sido potenciado por el hombre, ocupando zonas de melojar y hayedo. Por encima del límite del bosque encontramos matorrales, compuestos por enebros (Juniperus communis subsp. nana), sabina rastrera (Juniperus sabina), erizones (Cytisus purgans, Erinacea anthyllis), brezos (Erica arborea, Erica vagans, Erica australis, Erica aragonensis) y arándanos (Vaccinium myrtillus). Los prados alpinos se componen de cañuela (Festuca indigesta subsp. aragonensis) y cervuno (Nardus stricta). La humedad del Atlántico que llega a las montañas ibéricas de más de 2000 m es la que permite esta vegetación. Las humedades atlánticas alcanzan el Moncayo, donde se desenvuelve la última masa de Fagus sylvatica.

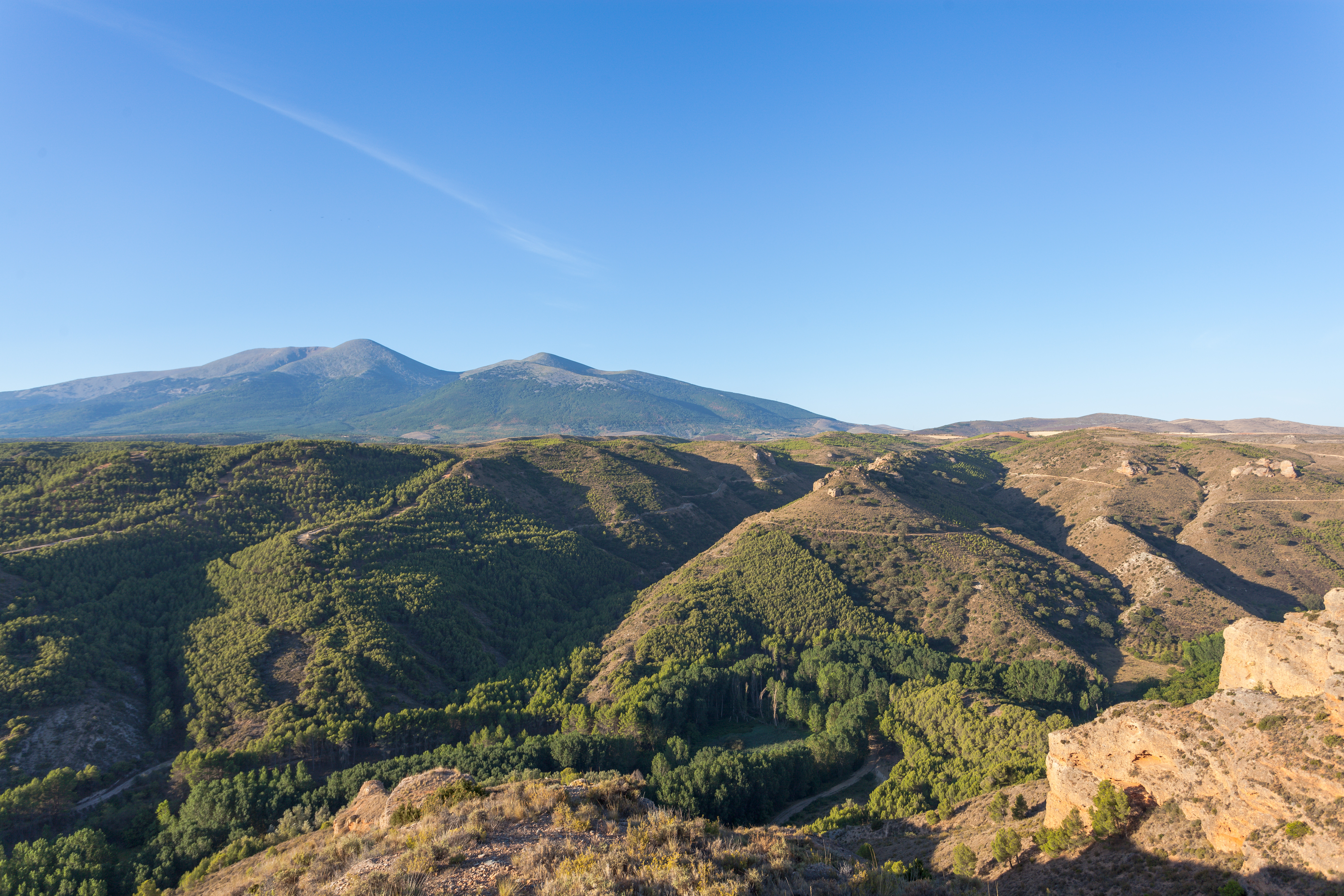
Vista del Moncayo

El pino negro (Pinus uncinata) también es autóctono en la cordillera, con masas relictas en Urbión (sierra del Castillo de Vinuesa, Soria) y en Gúdar (Teruel) en su límite meridional, siendo plantado en abundancia en la zona alta del Moncayo.
En las zonas bajas, sin embargo, es la sabina albar (Juniperus thurifera), conífera de las montañas áridas, de altas mesetas, de temperamento durísimo y enorme vitalidad, la que forma bosques de poca densidad. Se extiende por todo el Sistema Ibérico, aunque en Soria (tiene sus mayores poblaciones y el bosque más singular (Calatañazor). Lo podemos encontrar en masas puras o mixtas con encinas (Quercus rotundifolia), quejigo (Quercus faginea), jaras (Cistus laurifolius). Algunos ejemplares, los más viejos, sobrepasan los doce metros de altura. 

### Turberas
En los escasos lugares donde el agua llega a encharcarse se forma un ecosistema especial, con suelos de humus ácidos, de pH ácido, sin carbonatos ni sales solubles aprovechables, condiciones que rehúyen muchas plantas: las turberas. Las turberas, son grandes masas almohadilladas de plantas del género Sphagnum que se han adaptado a estos suelos oxihúmicos. En las proximidades de Orihuela del Tremedal y de Bronchales, en el puerto o en la Fuente del Hierro, entre los 1400 y 1550 m en el pinar adyacente de pino silvestre se encuentran algunos de estos tremedales.
Diversos musgos del género Polytrichum, fanerógamas como la tormentilla (Potentilla erecta), la grasilla (Pinguicula vulgaris) o el arándano (Vaccinium myrtillus) constituyen la vegetación de estas turberas. No se dan brezos, aunque sí la brecina (Calluna vulgaris). Pero la joya de la turbera, planta exclusiva de estas comunidades, es la atrapamoscas (Drosera rotundifolia), que extrae los nutrientes de los insectos que captura. En Soria y Burgos los vemos en compañía de la rarísima Myrica gale.

## Fauna

### Anfibios

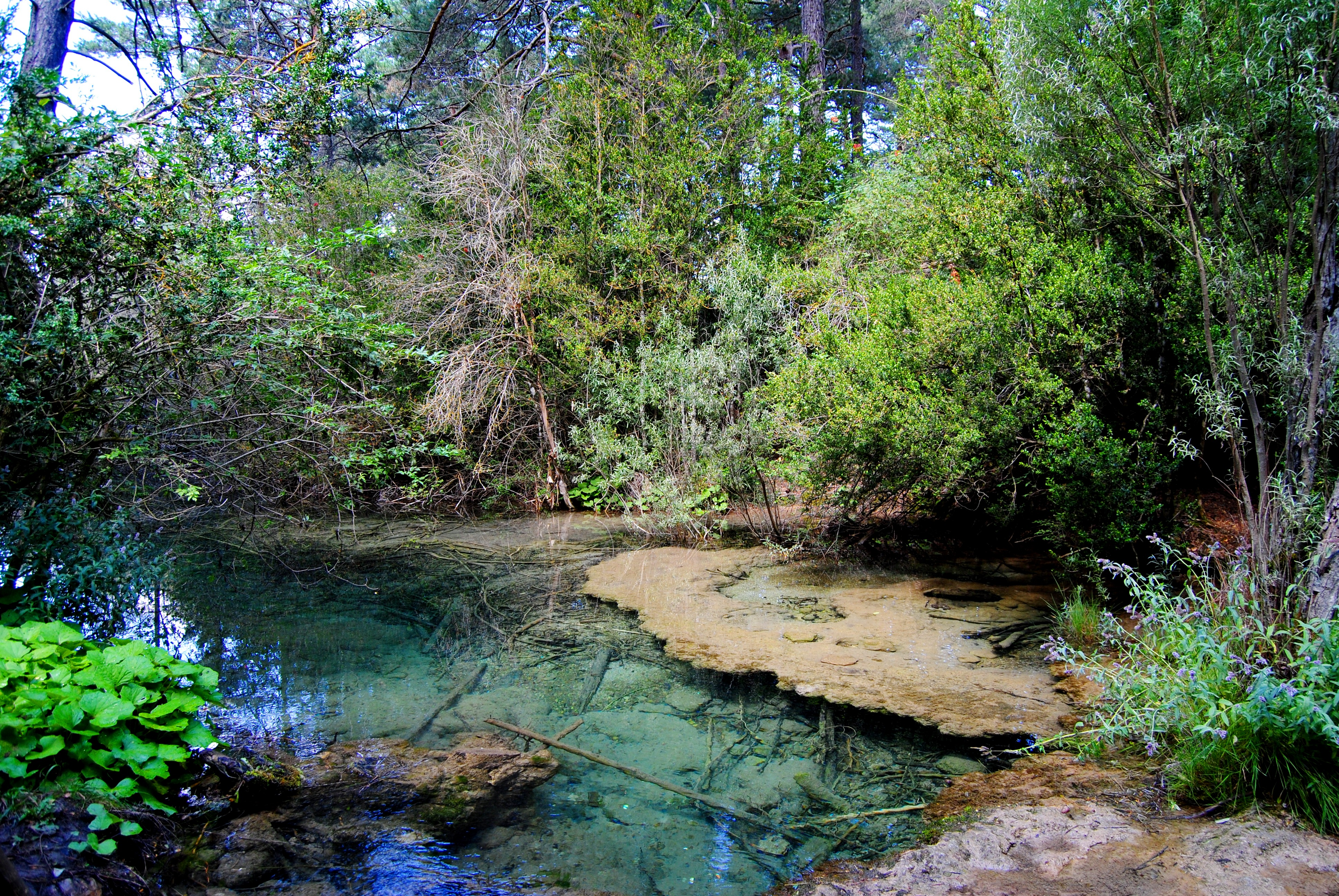
Nacimiento del río Cuervo

Los anfibios más abundantes, la rana común (Pelophylax perezi), el sapo común (Bufo spinosus), el sapo corredor (Epidalea calamita) y el sapo partero (Alytes obstetricans), este último en zonas más húmedas y montañosas, están ampliamente distribuidos por toda la cordillera, tanto en ríos como en zonas húmedas sin agua permanente. La ranita de San Antonio (Hyla molleri), escasa pero distribuida por toda la Ibérica, se ha encontrado en la Tierra de Pinares y la sierra de Neila (Burgos) en el Moncayo, sierra de Albarracín, Gallocanta y otras sierras húmedas de Teruel. También cabe destacar la presencia del tritón palmeado (Lissotriton helveticus) y del tritón jaspeado (Triturus marmoratus), especialmente en la Tierra de Pinares y las lagunas de Neila (Burgos).

### Reptiles
Los saurios se encuentran bien representados en toda la cordillera por el lagarto ocelado (Timon lepidus), la lagartija colilarga (Psammodromus algirus), la lagartija cenicienta (Psammodromus hispanicus), o las lagartijas del género Podarcis (Podarcis muralis, Podarcis liolepis). Los eslizones (Chalcides chalcides y Chaldices bedriagai) aunque de amplia distribución, son más escasos. Por último, el lución (Anguis fragilis), solo es relativamente detectable en montañas húmedas.
Entre los ofidios, la culebra de agua (Natrix maura) y la de collar ibérica (Natrix astreptophora), ligadas al medio acuático, la culebra bastarda (Malpolon monspessulanus), la culebra de escalera (Zamenis scalaris), la culebra lisa meridional (Coronella girondica) y la culebra lisa europea (Coronella austriaca), esta en montaña más húmeda, completan la lista, con una especie entre los vipéridos, relativamente abundante en zonas pedregosas y accidentadas, la víbora común u hocicuda (Vipera latasti).

### Aves

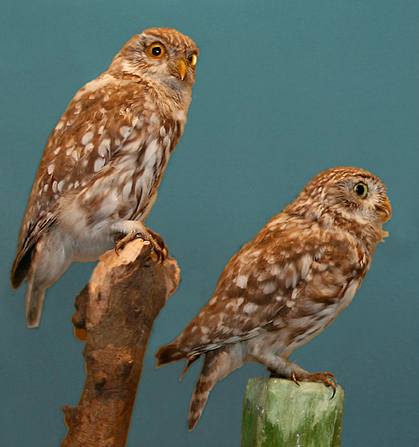
Mochuelos

En un medio montañoso, con bosques y matorrales, con abundantes cañones, gargantas y cortados, son las rapaces y los paseriformes los más representativos de la avifauna. Diversas águilas, real (Aquila chrysaetos), perdicera (Aquila fasciata), calzada (Hieraaetus pennatus) y culebrera (Circaetus gallicus), junto con otras rapaces tanto diurnas como nocturnas, tales como milano real (Milvus milvus), milano negro (Milvus migrans), ratonero (Buteo buteo), alcotán (Falco subbuteo), cernícalo (Falco tinnunculus), halcón peregrino (Falco peregrinus), búho real (Bubo bubo), búho chico (Asio otus), lechuza campestre (Asio flammeus), autillo (Otus scops), mochuelo (Athene noctua) y cárabo (Strix aluco), pueden verse con relativa facilidad en un recorrido de tan solo unos pocos kilómetros. En el bosque, el azor (Accipiter gentilis) y el gavilán (Accipiter nisus) tienen su hábitat, mientras que los espacios abiertos son sobrevolados por el buitre leonado (Gyps fulvus), todavía con buenas poblaciones en la cordillera Ibérica, y el alimoche (Neophron percnopterus).
El mirlo acuático (Cinclus cinclus) es el representante de la avifauna ripícola. También tienen allí su hábitat la lavandera cascadeña (Motacilla cinerea) y el martín pescador (Alcedo atthis). Carboneros (Parus major), herrerillos (Cyanistes caeruleus) y mitos (Aegithalos caudatus) son abundantes.
En las zonas de matorral, alaudidos, collalbas, escribanos y otros comparten el medio. La lista según los biotopos sería interminable. Roqueros, colirrojos, petirrojos, mirlos, zorzales, trepadores, agateadores, fringílidos o córvidos, aviones, palomas, cucos, etc., cada uno ligado a unas condiciones determinadas, incrementaría la lista.

### Mamíferos
Están presentes los micromamíferos, con numerosas especies de roedores, insectívoros y quirópteros, y los de mayor tamaño, como el abundante jabalí (Sus scrofa), la garduña (Martes foina), el gato montés (Felis sylvestris), el zorro (Vulpes vulpes), el lobo (Canis lupus) o el tejón (Meles meles). Alguna cita esporádica de lince hace de este félido un escasísimo habitante de la zona.

### Invertebrados
La larga lista de insectos que pueblan estas montañas hace necesario un estudio entomológico aparte. Cabe destacar la mariposa isabelina (Graellsia isabellae), considerada por algunos entomólogos como la mariposa más bella de Europa.